# Okrug Kosovo
| Косовски Округ Kosovski Okrug | Косовски Округ Kosovski Okrug |
| ----------------------------- | ----------------------------- |
| Staat:                        | Serbien                       |
| Fläche:                       | 3.117 km²                     |
| Hauptstadt:                   | Priština/Prishtina            |

Der Okrug Kosovo (serbisch Косовски округ Kosovski okrug) ist nach serbischer Auffassung ein Verwaltungsbezirk im Zentrum der Provinz Kosovo und Metochien. Zur heutigen Unterteilung der Bezirke im Kosovo, wurde der eigentliche Okrug Kosovo in Bezirk Pristina und Bezirk Ferizaj geteilt.
Am 17. Februar 2008 hat das Parlament des Kosovo die Unabhängigkeit von Serbien erklärt. Seitdem ist der Status international umstritten und die serbische Bezirkseinteilung ist nur noch theoretisch existent.
Das Gebiet besteht aus folgenden Gemeinden:
- Podujevo (albanisch Podujeva)
- Priština (albanisch Prishtina)
- Uroševac (albanisch Ferizaj)
- Obilić (albanisch Obiliq oder Kastriot)
- Glogovac (albanisch Drenas)
- Lipljan (albanisch Lipjan)
- Kosovo Polje (albanisch Fushë Kosova)
- Štimlje (albanisch Shtime)
- Štrpce (albanisch Shtërpca)
- Kačanik (albanisch Kaçanik)

Der Verwaltungssitz war die Stadt Pristina.